# 能力に応じて働き、必要に応じて受け取る
能力に応じて働き、必要に応じて受け取る（のうりょくにおうじてはたらき、ひつようにおうじてうけとる）、あるいは各人からはその能力に応じて、各人にはその必要に応じて（かくじんからはそののうりょくにおうじて、かくじんにはそのひつようにおうじて、独: Jeder nach seinen Fähigkeiten, jedem nach seinen Bedürfnissen!）は、カール・マルクスの1875年の著書『ゴータ綱領批判』によって広まったスローガン。この原則は財・資本・サービスへの自由なアクセスと分配について言及するものである。マルクス主義者の見解では、このような図式は、発展した共産主義システムが生み出すことができる財とサービスの充溢によって可能となる。すなわちこれは、社会主義と自由な生産力の完全な発展により、すべての人の欲求を満たすに足るようになるとの考えである。

## フレーズの起源
『ゴータ綱領批判』におけるマルクスの言及部分の全文は次のようなものである。
このフレーズはマルクスによって作り出されたと一般には考えられているが、このスローガン自体は社会主義運動の中において一般的なものであった。例えば、アウグスト・ベッカーが1844年に、ルイ・ブランが1851年にこのフレーズを使用している。その起源はフランスのユートピアンであるエティエンヌ・ガブリエル・モレリに帰せられており、その1755年の著書『自然の規範』(Code de la nature)の「全ての社会の悪と邪悪の根源を打ち破る神聖にして基本的な法」には次のような文章が含まれている。
似たようなフレーズが1639年のギルフォードの盟約にも見出される。
このフレーズの起源を新約聖書に求める研究者も存在する。使徒言行録で描かれるイェルサレムの信仰者共同体の生活様式は個人所有のない共同体として記述され、「必要に従っておのおのに分け与えられた」(διεδίδετο δὲ ἑκάστῳ καθότι ἄν τις χρείαν εἶχεν)というフレーズを使用している。
しかし、この考えに同意しない研究者たちは、「各人からはその能力に応じて、各人にはその必要に応じて」のフレーズは「ローマ法のソリドゥムの義務の概念」の中に非宗教的な起源があると主張している。ローマ法のソリドゥムの義務の概念は「各人が借金が払えない人に責任があり、逆に彼は他の各人に責任があると推定する」というものである。James Furnerは次のように主張する。「X=不利であり、Y=その不利を是正するための行動であるなら、連帯の原則は次のようになる。集団のある成員がXを獲得した場合、各成員は（可能ならば）Yを実行する義務がある。発達した共産主義の基本原理に到達するために、我々が付け加える必要があるのは、欲求の不満足は不利益であると仮定することである。欲求に関する連帯の対応原則は、社会成員の中に満たされていない欲求がある場合、各成員は（可能ならば）その対象を生産する義務を負う。しかし、それはちょうど「各人はその能力に応じて、各人はその必要に応じて」という原則が指示するところのものである。マルクスの見方では、発展した共産主義の基本原則は、必要性に関する連帯の原則なのである。」

## 議論
マルクスは、このような基本信条が適用される特定の条件について描写している。曰く、技術と社会組織が物の生産における肉体労働の必要性を実質的に排除した、「労働がたんに生活のための手段であるだけでなく、生活にとってまっさきに必要なこととなった」社会である。マルクスは、そのような社会においては、仕事は楽しく創造的な活動になるため、労働を強いる社会的メカニズムが存在しないにもかかわらず、一人一人が社会の利益のために働くよう動機づけられると説明している。マルクスは、このスローガンの最初の部分を「能力に応じて」について、各人ができる限り懸命に働くべきであるのではなく、各人が特定の能力を最大限に発達させるべきであることを意図していた。
「低次の段階の共産主義社会」（社会主義段階）を自称していたソビエト連邦では、「能力に応じて働き、労働に応じて受け取る」の公式が適用された。
解放の神学においては、このマルクス主義の橋上と調和するようにキリスト教の正義への呼びかけを解釈しようとしてきたものの、多くの人々は、キリストが「タラントの譬え」（マタイ25:14-30）で教示しているのは「能力に応じてそれぞれに」(マタイ25:15)だけであり、「能力に応じてそれぞれから」ではないと断言している。

## 文化の中の「能力に応じて…」
このスローガンは小説『モスクワ 2042年』で「モスクワにおける一都市共産主義が建設されてから、毎朝ラジオはこうアナウンスしている。『同志、今日のあなたの欲求は次の通りです』」とパロディされている。
アイン・ランドの1975年の小説『肩をすくめるアトラス』では、大規模で収益性の高い自動車会社が、従業員の賃金を決定する方法としてこのスローガンを採用している。このシステムはすぐに汚職と貪欲の餌食となり、能力が最も低い従業員の欲求を満たすために有能な従業員を残業させ、オーナーたちに資金を投入する。結果として、会社は4年で破綻した。

## 関連文献
- Carens, Joseph (2003). “An Interpretation of the Socialist Principle of Distribution”. Social Philosophy & Policy 20 (1):  145?77. doi:10.1017/S0265052503201072.
- Cohen, G. A. (1995). “Self-ownership, communism, and equality: against the Marxist technological fix”. Self-ownership, freedom, and equality. Cambridge, UK: Cambridge University Press. ISBN 978-0-521-47751-2
- Furner, James (2018). Marx on Capitalism: The Interaction-Recognition-Antinomy Thesis. Leiden, The Netherlands: Brill Press. pp. 113-114. ISBN 978-90-04-32331-5
- Gilabert, Pablo (2015). “The Socialist Principle 'From Each According To Their Abilities, To Each According To Their Needs'”. Journal of Social Philosophy 46 (2):  197?225. doi:10.1111/josp.12096.